# Wo Long: Fallen Dynasty
Wo Long: Fallen Dynasty est un jeu vidéo développé par Team Ninja et publié par Koei Tecmo, sorti le 3 mars 2023 sur Windows, Xbox One, Xbox Series, PlayStation 4 et PlayStation 5. 

## Développement
Le 26 octobre 2020, lors d’une phase de développement célébrant le 40e anniversaire de la carrière du président et PDG de Koei Tecmo, Kou Shibusawa, il a été annoncé que Team Ninja développait actuellement un nouveau jeu d’action basé sur le roman historique du 14e siècle de Luo Guanzhong, Les Trois Royaumes. Le jeu a été officiellement révélé le 12 juin 2022 lors de l’événement Xbox & Bethesda Games Showcase 2022 pour une sortie sur Windows, Xbox One et Xbox Series, avec des versions PlayStation 4 et PlayStation 5 annoncées peu de temps après,.
Le développement de Wo Long: Fallen Dynasty est dirigé par le président de Team Ninja, Fumihiko Yasuda (qui a réalisé Nioh en 2017 ainsi que sa suite en 2020) et le producteur Masaaki Yamagiwa (mieux connu pour son travail sur Tokyo Jungle et Bloodborne), qui a rejoint Team Ninja en octobre 2021 après son départ du défunt SIE Japan Studio. Comme Nioh, Wo Long: Fallen Dynasty se déroule lors d’événements historiques réels, mais est agrémenté d’éléments surnaturels importants tirés du folklore et de la mythologie.
En octobre 2022, une date de sortie est annoncée pour le 3 mars 2023.

## Accueil
Wo Long: Fallen Dynasty reçoit un accueil généralement favorable de la presse selon l'agrégateur de notes Metacritic.